# TinkaBelle
TinkaBelle, pseudonimo di Tanja Bachmann (Gebenstorf, 15 febbraio 1981), è una cantante svizzera della regione Zurigo/Argovia del genere pop, folk e country.

## Biografia
Assieme al suo chitarrista Arz, TinkaBelle ha scritto canzoni per anni, fino a quando non è stata notata dalla Warner Brothers Music con la quale ha duettato con Seal nel brano You Get Me.
Dopo un primo EP del 2010, The Man I Need, pubblica l'anno successivo il suo primo album, Highway, registrato nello studio del produttore svizzero Fred Herrmann. Il disco esordisce al secondo posto della classifica degli album più venduti in Svizzera, rimanendo per 4 settimane tra i primi 10 e per 8 settimane tra i primi 20.

## Discografia

### Album
- 2011 - Highway

### EP
- 2010 - The Man I Need

### Singoli
- 2010 - The Man I Need
- 2011 - Fino a tre (Turn around) con Luca Napolitano
- 2011 - Hold on
- 2011 - Highway